# Radovan Valach
Radovan Valach (ur. 21 marca 1976) – austriacki zapaśnik słowackiego pochodzenia. Walczy w stylu wolnym. Od 2003 w barwach Austrii. Olimpijczyk z Aten 2004, gdzie zajął dziewiętnaste miejsce w kategorii 96 kg. Dwukrotny uczestnik mistrzostw świata; dziewiętnasty w 1999 i dziewiąty w 2003. Czwarte miejsce na mistrzostwach Europy w 2003 i piąte w 2000 i 2004 roku.
- Turniej w Atenach 2004

Przegrał obie walki, kolejno z Bartłomiejem Bartnickim i Amerykaninem Daniel Cormierem.